# 東毛呂駅
東毛呂駅（ひがしもろえき）は、埼玉県入間郡毛呂山町岩井東二丁目にある、東武鉄道越生線の駅である。駅番号はTJ 45。

## 歴史
- 1934年（昭和9年）12月16日：開業[1]。
- 2009年（平成21年）3月：エレベーター設置。

## 駅構造

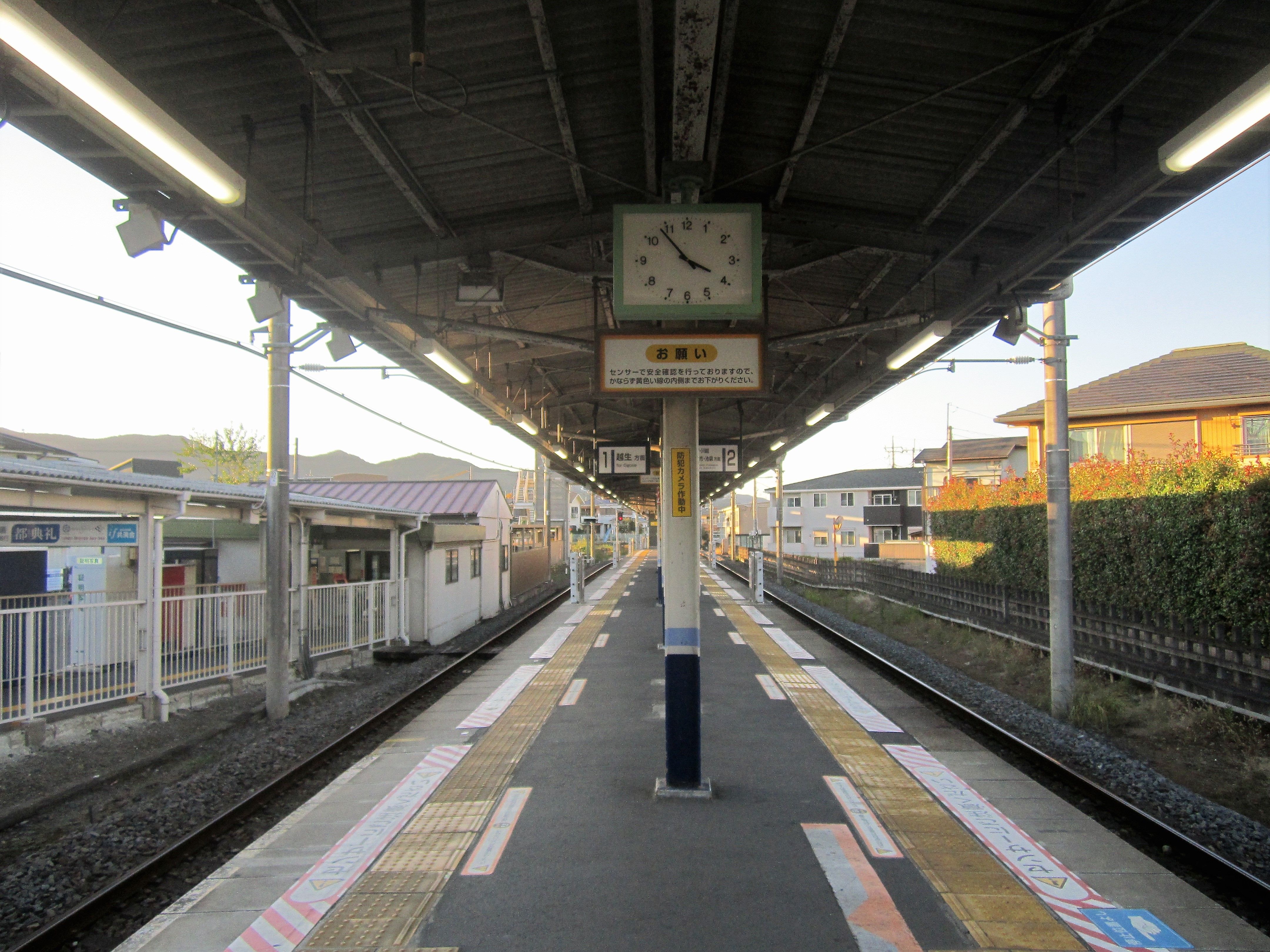
ホーム（2020年11月）

島式ホーム1面2線を有する地上駅で、列車交換が可能。当駅と武州長瀬駅の間は複線になっている。
駅舎は線路の南側にあり、ホームとは武州長瀬側端部の跨線橋と武州唐沢側端部のエレベーター利用者専用の跨線橋により連絡している。自動改札機設置。トイレは駅舎改札内にあり、多機能トイレを併設する。
係員が終日配置されているが、窓口が閉まることがある。その際、係員と話したり呼び出せるよう、窓口横にインターフォンが設置されている。

### のりば
| 番線 | 路線   | 方向 | 行先     |
| ---- | ------ | ---- | -------- |
| 1    | 越生線 | 下り | 越生方面 |
| 2    | 越生線 | 上り | 坂戸方面 |

- 坂戸駅から先の東上本線は、坂戸駅で乗り換えとなる。

## 利用状況
2024年度の1日平均乗降人員は4,828人である。
近年の1日平均乗降人員の推移は下表のとおりである。
| 年度               | 1日平均 乗降人員 | 出典        |
| ------------------ | ---------------- | ----------- |
| 2015年（平成27年） | 5,650            | [ 東武 3 ]  |
| 2016年（平成28年） | 5,633            | [ 東武 4 ]  |
| 2017年（平成29年） | 5,675            | [ 東武 5 ]  |
| 2018年（平成30年） | 5,729            | [ 東武 6 ]  |
| 2019年（令和元年） | 5,637            | [ 東武 7 ]  |
| 2020年（令和02年） | 3,962            | [ 東武 8 ]  |
| 2021年（令和03年） | 4,350            | [ 東武 9 ]  |
| 2022年（令和04年） | 4,758            | [ 東武 10 ] |
| 2023年（令和05年） | 4,910            | [ 東武 11 ] |
| 2024年（令和06年） | 4,828            | [ 東武 1 ]  |

## 駅周辺
- 毛呂山町役場
- 毛呂山町福祉会館
- 毛呂山町立図書館
- いなげや毛呂店
- ベルク毛呂山店
- ロヂャース毛呂山店（閉店したライフ毛呂山店の建物に入居する形で2023年3月9日オープン）
- 出雲伊波比（）神社 - 流鏑馬の奉納で著名。
- 東日本旅客鉄道（JR東日本）八高線毛呂駅 - 当駅より毛呂駅経由の路線バスが運行されている。
- 毛呂山郵便局
- 埼玉医科大学毛呂山キャンパス
  - 埼玉医科大学病院
  - 埼玉医科大学短期大学
  - 毛呂病院
  - 埼玉医科大学内簡易郵便局
- 西入間広域消防組合消防本部
- 箕和田湖

## バス路線
最寄りのバス停は「東毛呂駅」停留所と「東毛呂駅とんかつ次郎」停留所であり、下記の各路線が発着する。
| 乗り場               | 運行事業者     | 系統         | 行先                 | 備考               |
| -------------------- | -------------- | ------------ | -------------------- | ------------------ |
| 東毛呂駅             | 川越観光自動車 | 埼玉医科大線 | 埼玉医大保健医療学部 | 直通（朝・夕のみ） |
| 東毛呂駅とんかつ次郎 | もろバス       | めじろ号     | 役場                 | 平日運行           |
| 東毛呂駅とんかつ次郎 | もろバス       | やぶさめ号   | 役場                 | 平日運行           |
| 東毛呂駅とんかつ次郎 | もろバス       | ゆず号       | 役場                 | 平日運行           |

備考
- かつては川越観光自動車により、ガーデンシティ目白台循環線と東毛呂01（季節運行路線：鎌北湖行き）の運行があった（※ガーデンシティ目白台循環線は2008年5月1日廃止）。

## 隣の駅
東武鉄道
 越生線
武州長瀬駅 (TJ 44) - 東毛呂駅 (TJ 45) - 武州唐沢駅 (TJ 46)